# گرد و غبار

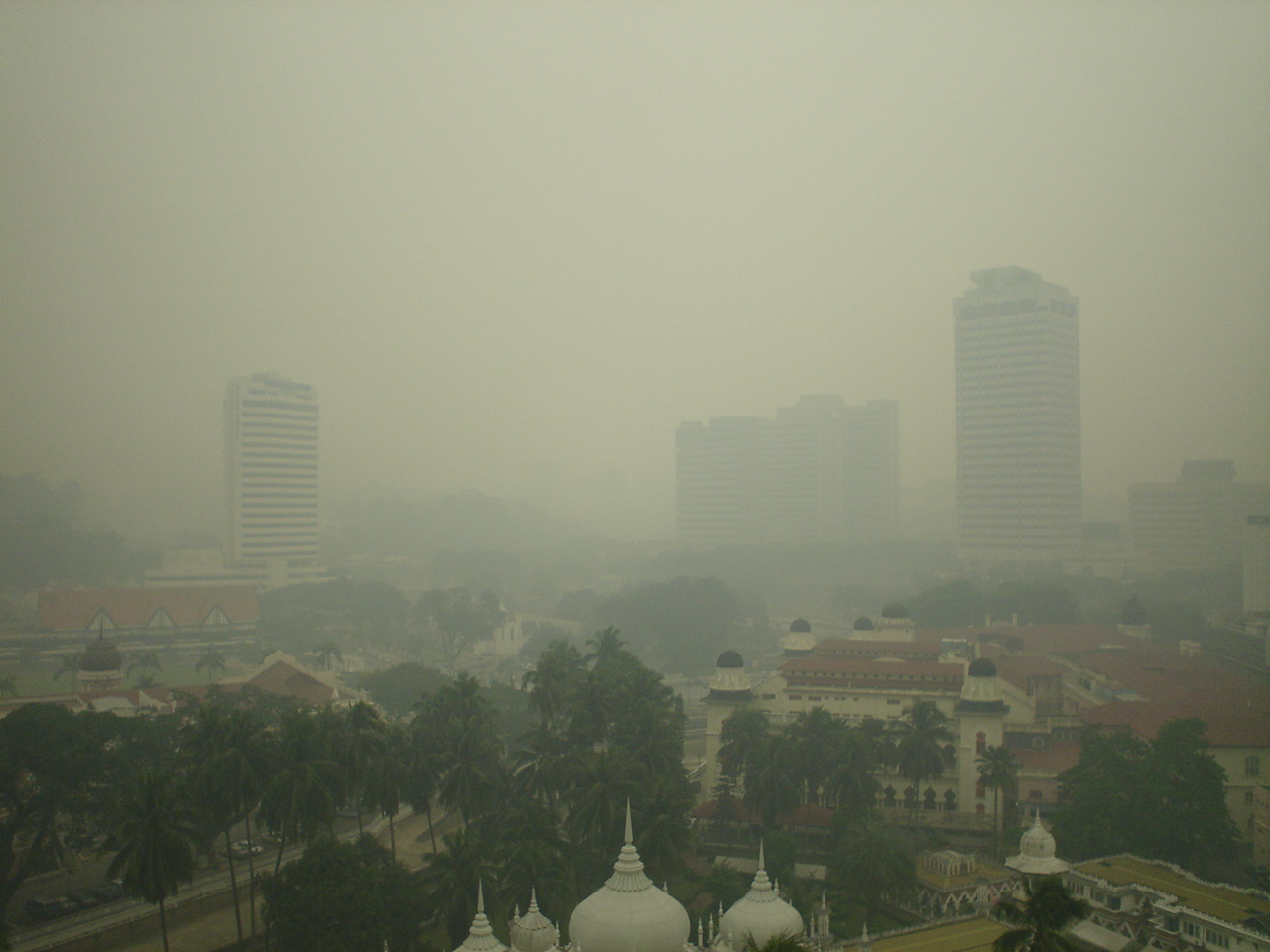
ریزگردها در کوالالامپور

گرد و خاک یا گرد و غبار (به انگلیسی: Dust) توده‌ای از ذرات جامد ریز غبار و گاه دود و … است که در جو پخش شده و دید افقی را میان ۱ و ۲ کیلومتر محدود می‌کند و برای بیماران تنفسی بسیار زیان‌آور است. ریزگرد همچنین گاه باعث بروز پدیدهٔ ماه آبی می‌شود.
در مریخ ریزگرد رویدادی تقریباً همیشگی است که گاه تا ارتفاع ۳۰ کیلومتری (بیش از ۵ برابر ارتفاع کوه دماوند از سطح دریا) بالا می‌رود و در فصل تابستان شدت گرفته و طوفان‌های دیدی را ایجاد می‌کند. یکی از دلایل بسیاری از انقراض‌های بزرگ تاریخ - از جمله انقراض دایناسورها - پدیدهٔ ریزگرد است، زیرا این پدیده در موارد بحرانی با جلوگیری از تابش نور خورشید به زمین موجب زمستان جهانی می‌شود. نمونه‌ای از چنین رویدادی در تاریخ بشر در سال ۱۸۱۶ میلادی و به دنبال فوران کوه تامبورا روی داد که سال بی تابستان نام گرفت.

## ریزگرد در ایران

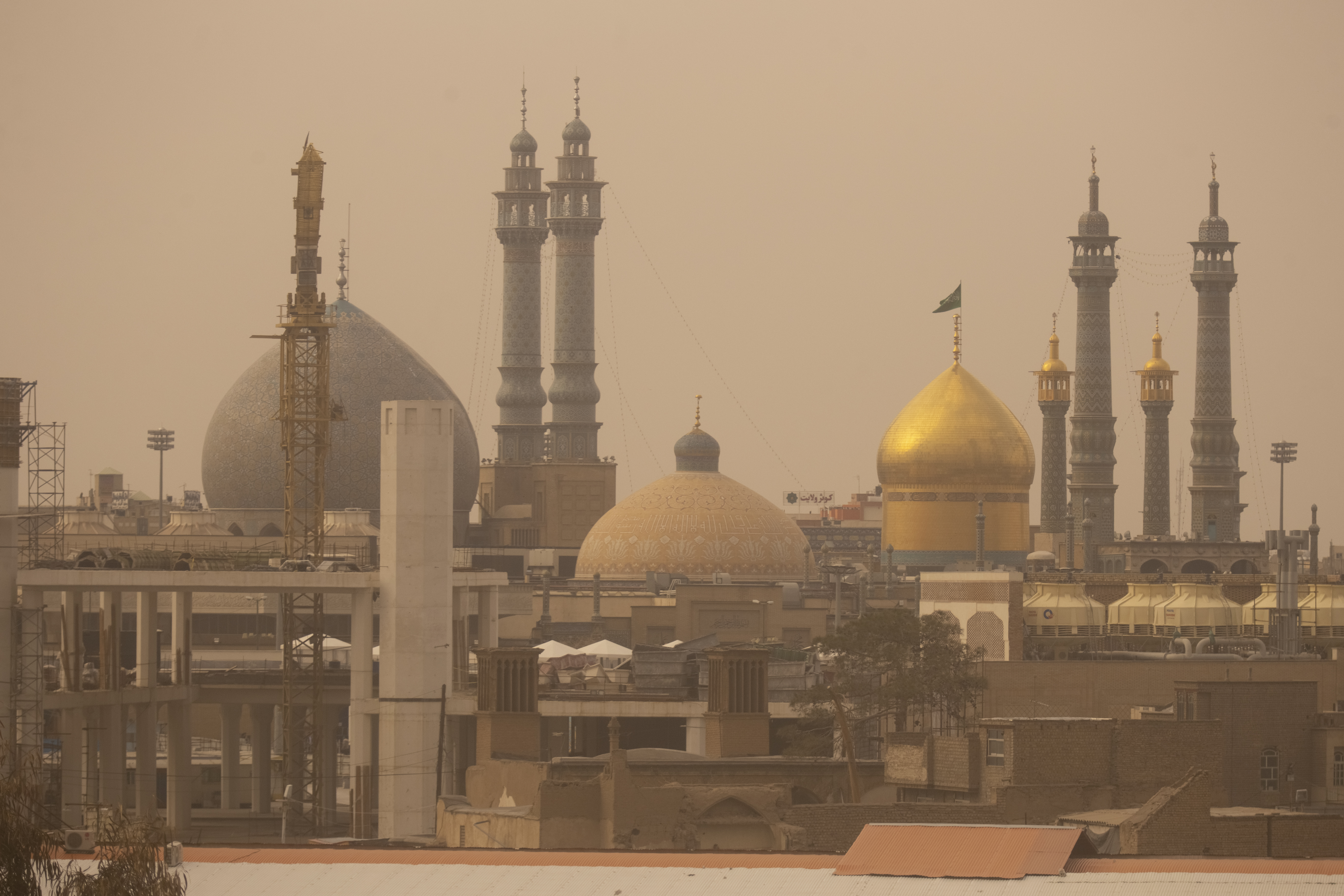
حرم فاطمه معصومه در قم در یک‌هوای پر از گرد و غبار

در ایران سرچشمهٔ اصلی ریزگرد باد شُمال است. این باد که از خرداد تا شهریور فعال است، در شمال خاورمیانه شکل می‌گیرد و با گذر از کوه‌های ترکیه و شمال عراق، مانند قیفی به بیابان‌های عراق و سوریه سرازیر می‌شود و تا خلیج فارس و رسیدن به آب‌های آزاد پیش می‌رود. جریان‌های خشک هوای عربستان و عدم توجه به محیط زیست و بیابان‌زدایی در عراق باعث خشک‌شدن بسیاری از باتلاق‌های عراق و ایجاد نواحی غبارساز شده است. در گذشته سه کشور ایران، عراق، و عربستان به‌صورت مشترک هزینه‌های مالچ‌پاشی این زمین‌ها را تأمین می‌کردند و تمام زمین‌ها در فصل خاصی از سال مالچ‌پاشی می‌شدند. مالچ نوعی فراوردهٔ چسبندهٔ نفتی است که برای تثبیت شن‌های روان در بیابان‌ها استفاده می‌شود. جنگ عراق و تغییر رویهٔ این دولت‌ها در دههٔ ۲۰۰۰ میلادی سبب فراموشی این کار، و در نتیجه افزایش ریزگرد در خوزستان، غرب ایران، و سرانجام تقریباً در سراسر ایران شد. توفان اخیر، که به گفتهٔ برخی اهالی بغداد بدترین توفان غبار زندگیشان بوده است، سبب بیشترین میزان ریزگرد در سه دههٔ اخیر ایران شد و ترکیب غبار با آلاینده‌های شهری ریزگرد خطرناکی را تولید کرد که صدها شهروند را به بیمارستان کشاند.

## عوامل ریشه‌ای در به وجود آمدن ریزگرد در ایران
طی چند دهه اخیر بین کشور عراق و ترکیه کشمکش فراوانی بر سر به دست آوردن منابع آب وجود دارد که باعث شد ترکیه با ساختن چندین سد به روی رود دجله باعث کاهش شدید آب این رودخانه شود. همچنین دولت عراق در زمان صدام با کانال کشی و انتقال آب رود دجله باعث شد آب رود دجله به شدت کاهش و در نتیجه این کاهش تعدادی از تالاب‌های منطقه دچار آسیب و خشکی شود و بیابان‌های عراق رشد فراوانی کنند.
از سوی دیگر کشور عربستان که در رؤیای تبدیل شدن به بزرگ‌ترین صادرکننده گندم جهان بود شروع به استخراج آبهای فسیلی از عمق ۱۰۰۰ متری زمین کرد که پس از مدتی با تمام شدن منابع آب این رؤیا ناتمام ماند اما تأثیر بدی در سفره‌های آب زیر زمینی داشت که خود عامل افزایش بیابان بود.
همچنین توقف چند ساله عملیات مالچ پاشی باعث شده با کمترین وزش باد که متأسفانه جهت آن همیشه از سمت عراق به ایران است غبار بزرگی بلند شود که امروزه حتی تا نواحی مرکزی ایران هم می‌رسد.

## افزایش ریزگرد در سالهای اخیر
دربارهٔ علت افزایش ریزگرد اخیر همچنان نظر یکسان یا فراگیری وجود ندارد. برخی آن را همچنان شدت یافته پدیده (شمال یا شمل) می‌دانند، برخی آن را به فرایند بیابان زایی در عراق، شدت یافته به دلیل مرداب زدایی در جنگ آمریکا، دانسته و دیگران آن را به شکل‌گیری پدیده‌های جوی دیگر در خاورمیانه نسبت می‌دهند. وجود مواد رادیو اکتیو در ریزگرد همچنان تأیید نشده اما شواهد غیررسمی از آن خبر می‌دهند. "پروژه ریزگرد" در حال حاضر، بخش بزرگی از تحقیقات آکادمیک و ژورنالیستی فارسی و انگلیسی را دربارهٔ این پدیده گرد آوری کرده است.

## تغذیه در گرد وغبار
در شرایط نامناسب هوا و خصوصاً هوای با بوی بدها، علاوه بر استفاده از ماسک یا وسایل کمکی در تصفویه هوا، رعایت نکات تغذیه‌ای نیز بسیار حایز اهمیت است. استفاده از مواد غذایی حاوی آنتی‌اکسیدان، میوه‌ها و سبزیجات با برگ‌های سبز می‌توانند اثرات نامطلوب ناشی از گرد و غبار را کاهش دهند. بهتر است استفاده از فست فودها، غذاهای حاوی مواد افزودنی و آلرژی زا، محدود شود ضمن اینکه مصرف لبنیات به خصوص شیر و غذاهای دریایی و موتد غذایی حاوی امگا۶ توصیه می‌شود.

## نگارخانه

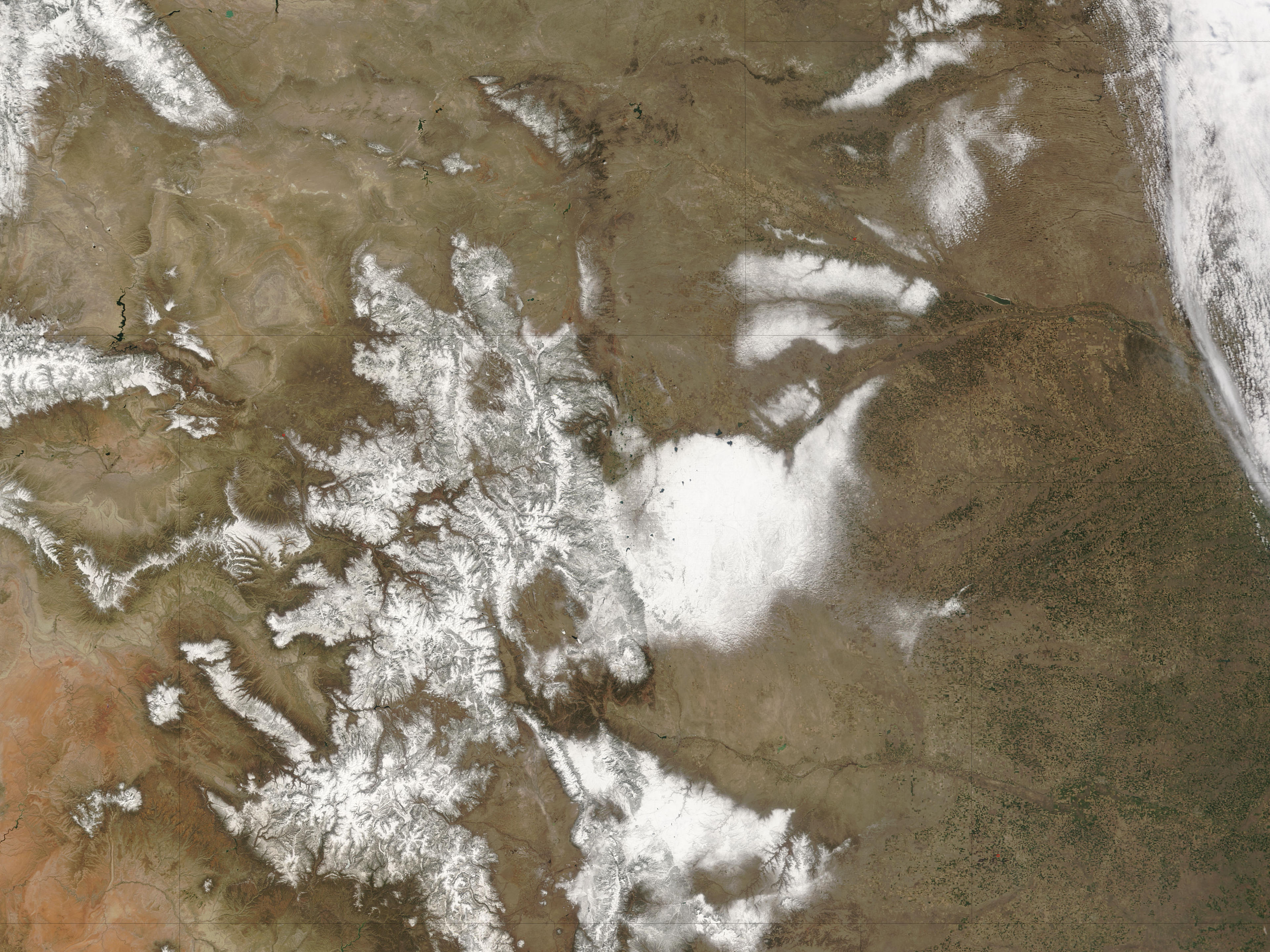
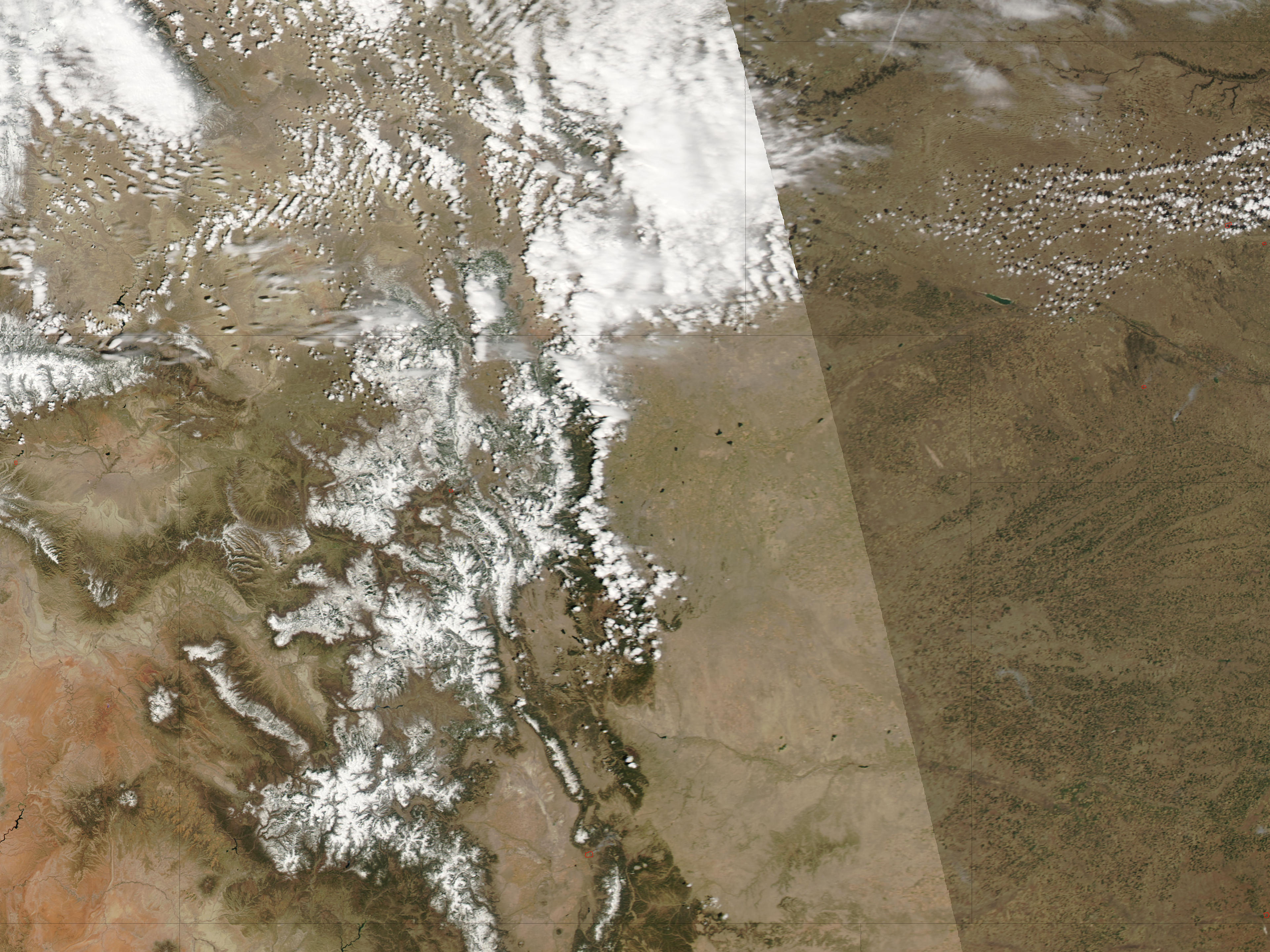
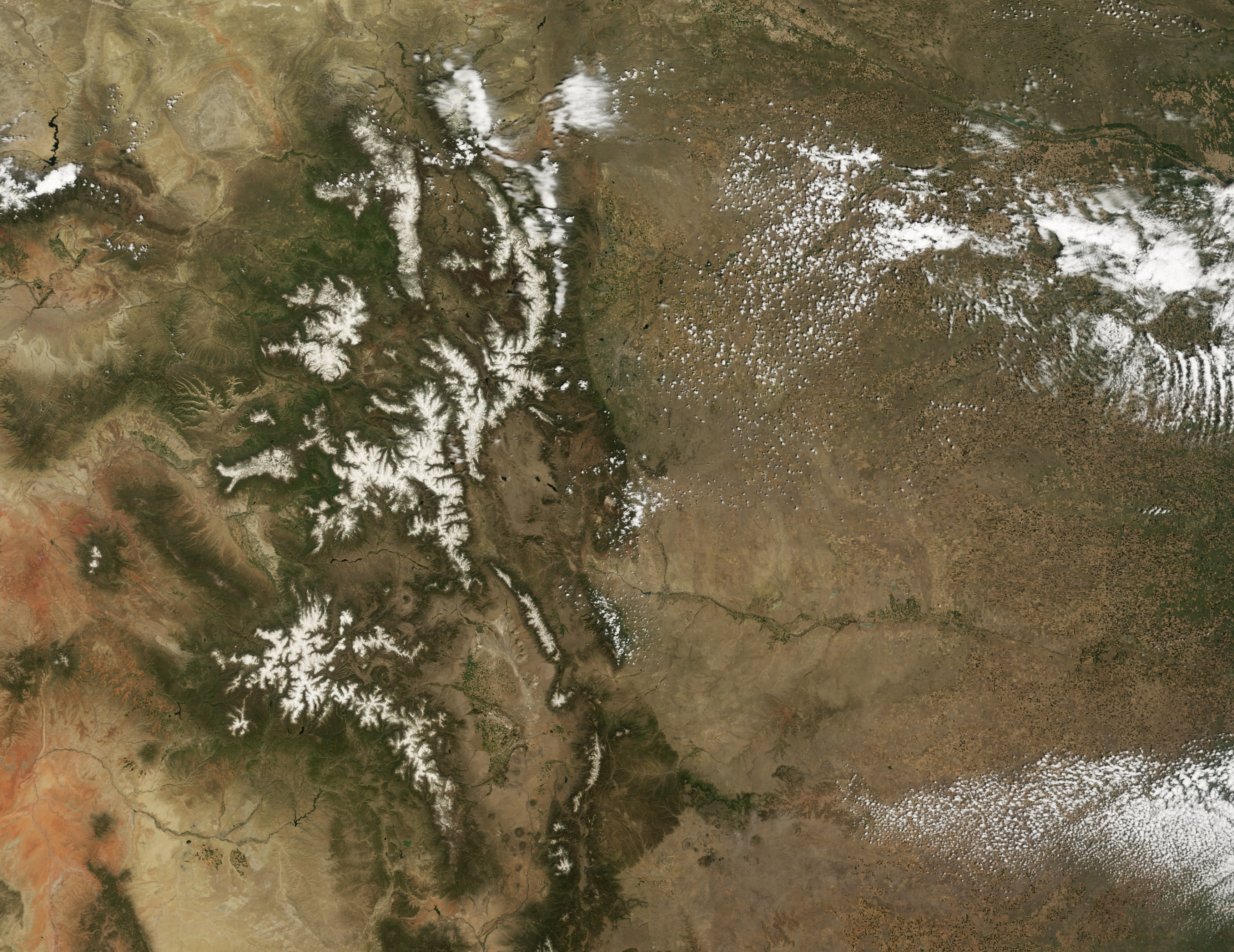
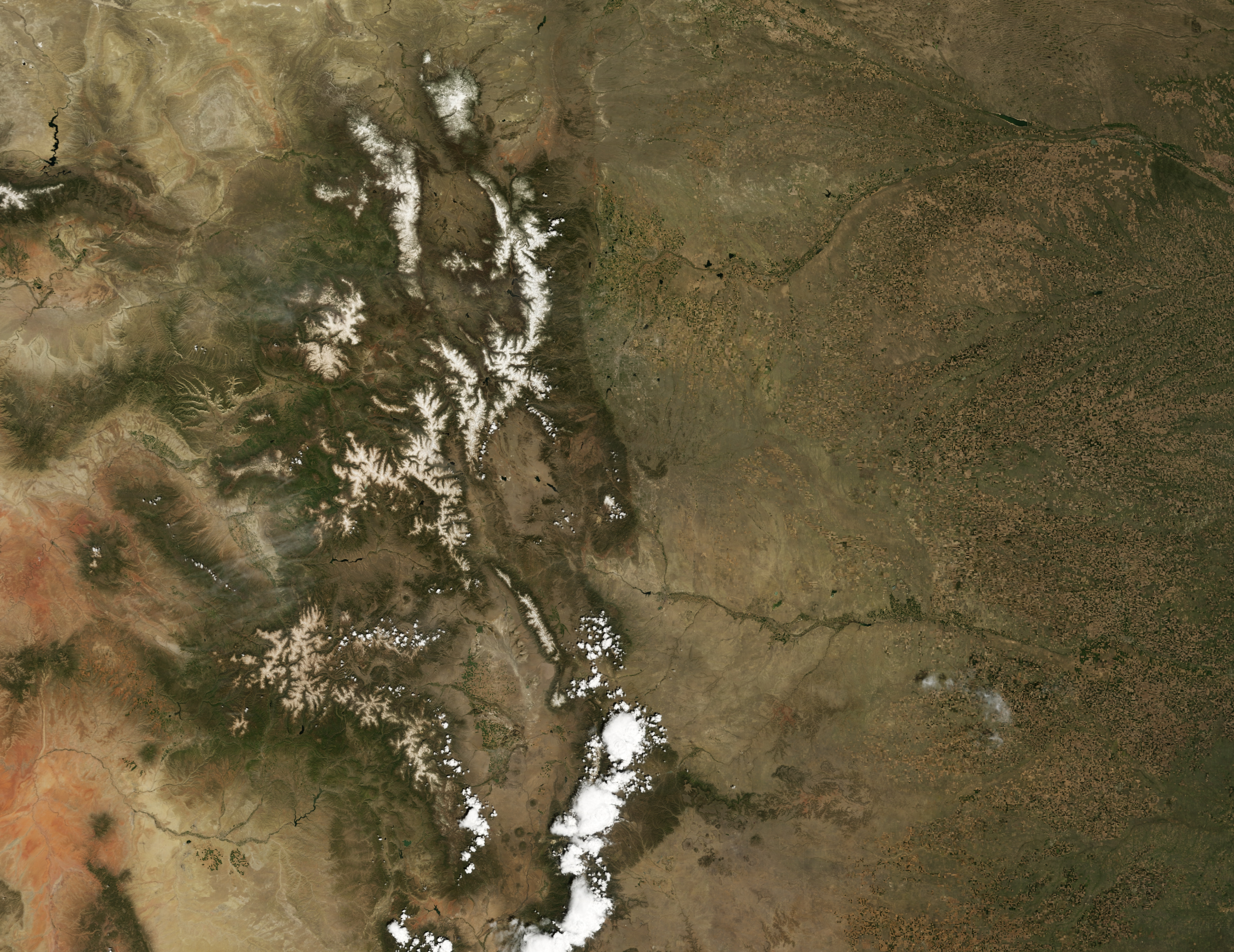